# Brunfelsia burchellii
Brunfelsia burchellii ist eine Art aus der Sektion Guianenses der Gattung Brunfelsia. Sie kommt in den brasilianischen Bundesstaaten Goiás und Maranhão vor.

## Beschreibung

### Vegetative Merkmale
Brunfelsia burchellii ist ein Strauch, dessen ausgewachsene Zweige Durchmesser von 2 bis 3 Millimeter erreichen, abstehend sind und mit einer glänzenden, gelblich bis dunkel bräunlich, längs eingerissenen Borke versehen sind. Die Laubblätter stehen mit 1 bis 6 Millimeter kurzen Blattstielen verstreut an den Zweigen. Die breit bis schmal eiförmige, fest membranartig bis häutige Blattspreite wird 70 bis 180 Millimeter lang und 30 bis 75 Millimeter breit. Nach vorn ist sie zugespitzt und endet meist mit einer langen, nadelförmigen, oftmals sichelförmigen Spitze, manchmal jedoch auch nur abrupt zugespitzt. Der Blattrand ist fein bewimpert, die Basis ist gerundet bis stumpf. Beide Seiten sind unbehaart, matt oder nur leicht glänzend, die Oberseite ist mittelgrün, die Unterseite ist matter und etwas blasser. Von der Blattachse gehen fünf bis neun Paar stark gebogene Seitenadern aus, die sich zu einer umlaufenden Ader nahe dem Blattrand vereinigen. Die Blattadern sind auf der Blattunterseite hervorstehend.

### Blütenstände und Blüten
Die Blütenstände stehen endständig an den neu gewachsenen Zweigen des aktuellen Jahrs und bestehen aus ein bis drei Blüten. Sie stehen an einem bis zu 14 Millimeter langen Blütenstandsstiel. Dieser ist beständig und spärlich drüsig-behaart, später verkahlend. An jeder Blüte befinden sich ein bis drei abfallende Tragblätter, die 4 bis 20 Millimeter lang werden, linealisch bis lanzettlich geformt und nach vorn zugespitzt sind.
Die Blütenstiele sind 4 bis 8 Millimeter lang, messen 1 Millimeter im Durchmesser und sind spärlich drüsig-behaart, später verkahlend. Der Kelch sind röhrenförmig bis röhren-glockenförmig verwachsen, der Kelch ist drehrund, 11 bis 20 Millimeter lang und misst 5 bis 9 Millimeter im Durchmesser. Er ist mit vereinzelten drüsigen und später abfallenden Haaren besetzt und streifig geadert. Die Kelchzähne sind 2 bis 6 Millimeter lang, unregelmäßig, dreieckig-eiförmig und nach vorn spitz bis spitz zulaufend und fein drüsenspitzig. Die Kronröhre ist 24 bis 28 Millimeter lang und damit etwa 1½ bis 2 Mal so lang wie der Kelch. Sie misst 1,5 bis 2 Millimeter im Durchmesser, am Übergang zum Kronsaum erweitert sie sich auf einen Durchmesser von 5 Millimeter. Der Kronsaum ist abstehend und misst 18 bis 30 Millimeter im Durchmesser. Die nahezu gleich geformten Kronlappen sind gerundet und überlappen sich an den seitlichen Rändern.
Die Staubblätter setzen im oberen Teil der Kronröhre an, die Staubfäden sind 1 Millimeter breit und streifenförmig. Das obere Paar ist etwa 3,5 bis 6 Millimeter lang, nach vorn hin leicht eingebogen oder nahezu gerade. Das untere Paar ist 3 bis 4 Millimeter lang. Die Staubbeutel messen 1 Millimeter im Durchmesser und sind kreisförmig-nierenförmig. Der Fruchtknoten ist 1,5 Millimeter lang und konisch-eiförmig. Der Griffel ist 20 bis 21 Millimeter lang, an seiner Spitze ist er verbreitert und eingebogen, so dass die Narbe zwischen zwei Staubbeuteln steht. Die Narbe ist 1 Millimeter lang und leicht zweigeteilt, wobei die obere Lappen etwas größer ist.

### Früchte und Samen
Früchte und Samen der Art sind unbekannt.

## Vorkommen und Standorte
Die Art ist nur aus wenigen Sammlungen bekannt. Das Verbreitungsgebiet liegt im Becken des oberen Rio Tocantins in den brasilianischen Bundesstaaten Goiás und Maranhão vor.

## Botanische Geschichte
Die Art wurde 1981 von Timothy Charles Plowman erstbeschrieben. Das Artepitheton ehrt William John Burchell, der zwischen 1828 und 1830 ein Exemplar der Art sammelte, welches als Typusexemplar gewählt wurde. Der Holotyp wird im Herbarium des Muséum national d’histoire naturelle in Paris aufbewahrt, Isotypen existieren in den Herbarien des Royal Botanical Gardens Kew und im Nationaal Herbarium Nederland in Leiden.